# Ovocná zahrada

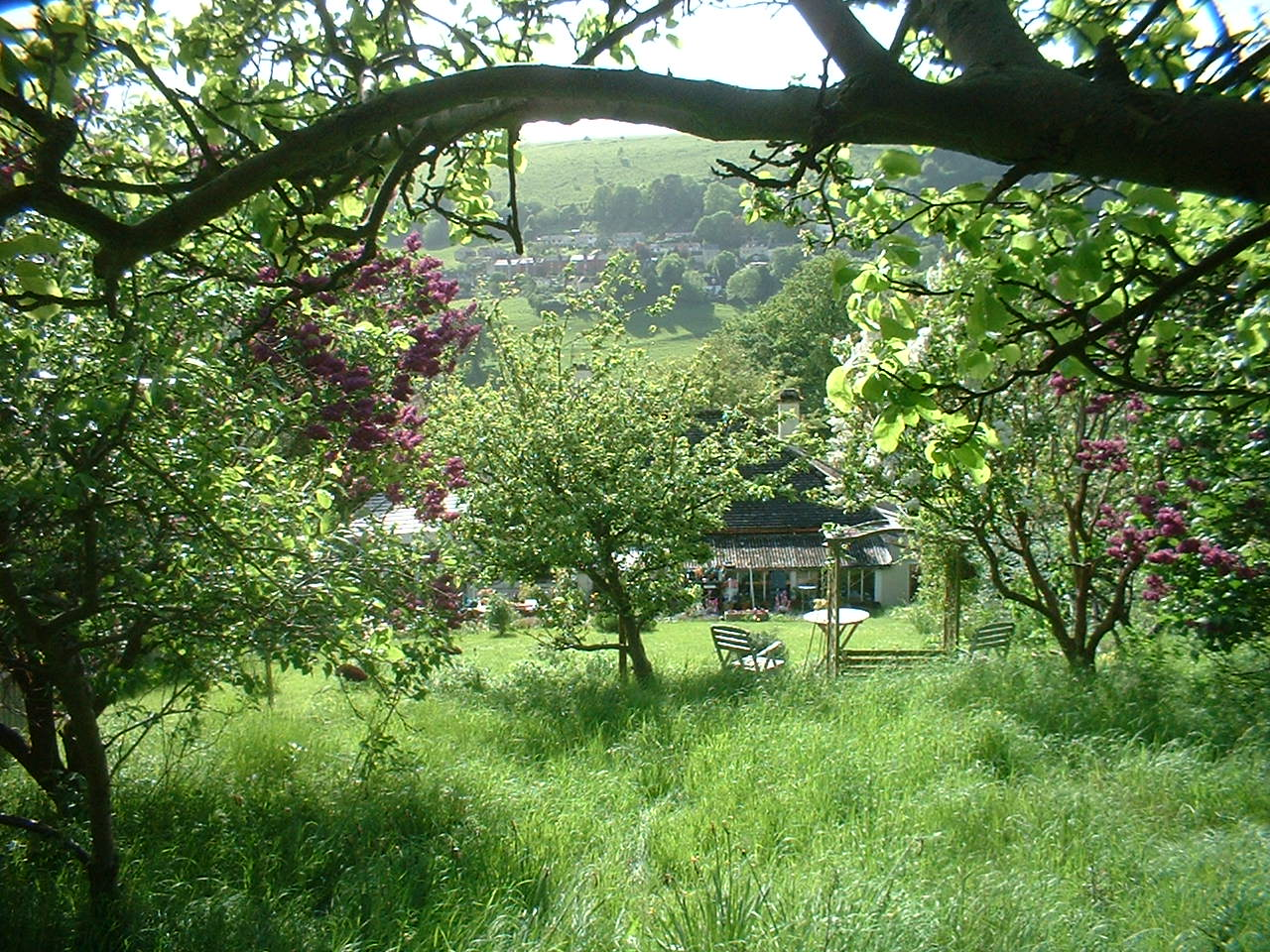

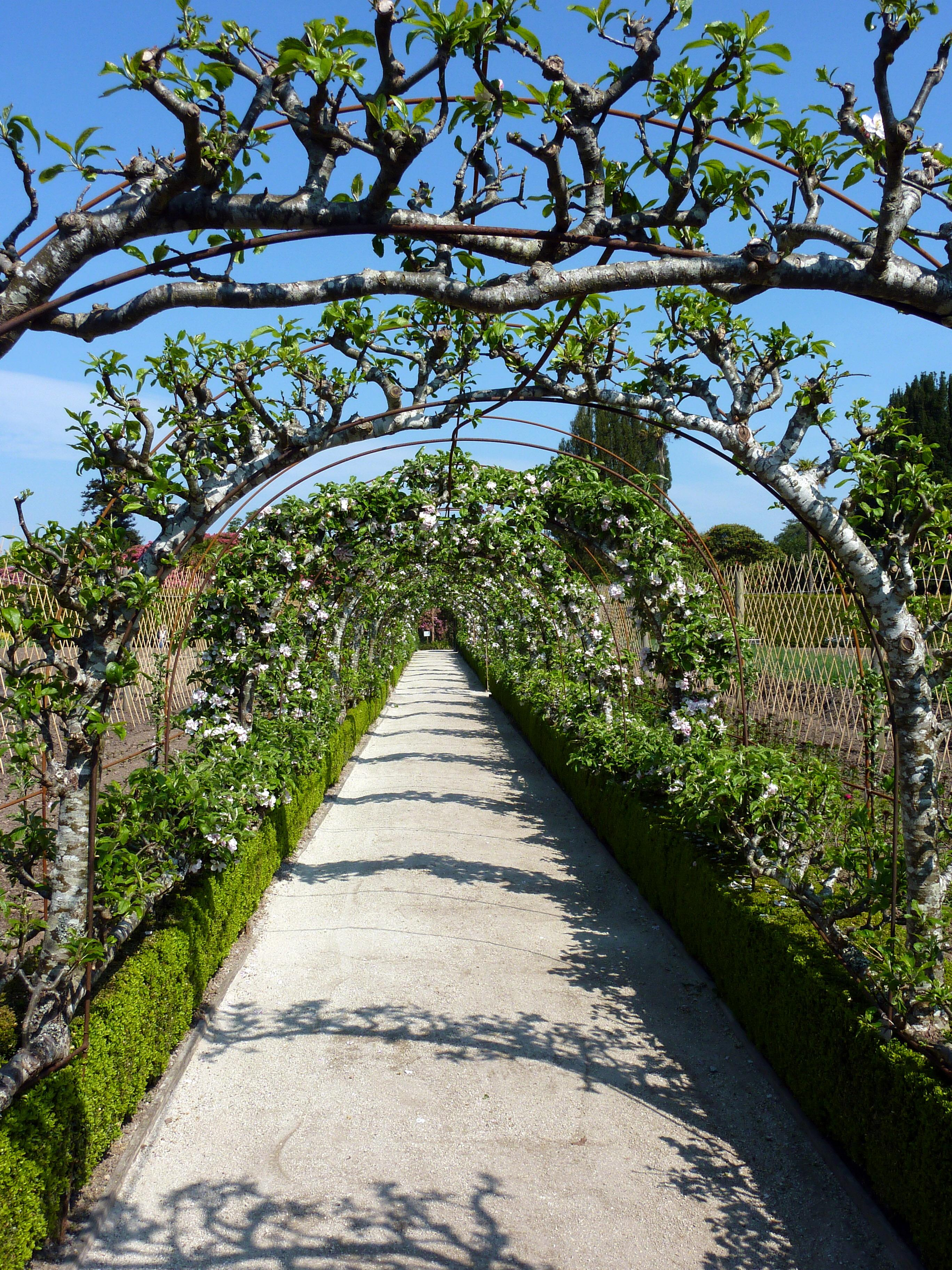
Jabloň vedená na konstrukci.

Ovocná zahrada je laický název, který může být někdy používán pro zahradu v níž jsou také nebo výhradně pěstovány ovocné rostliny. Takto tedy může být označován ovocný sad, nebo ovocný sad s dosadbou ovocných a okrasných keřů a bylin. Toto označení je pro úpravu zahrady i laiky používáno málo často  a někdy spíše chápáno jako část zahrady s ovocnými dřevinami pěstovanými na pozemku. Ovocné stromy se někdy vysazují v okrasné zahradě, kterou však i pak lze stěží lze označit za sad, ale laik by takovou úpravu mohl označit jako ovocnou zahradu. Hlavní rozdíl mezi okrasnou zahradou a sadem tví v účelu, v hlavním použití daného prostoru.
Ovocnou zahradu jako formu ovocného sadu s úpravami které by dodaly ovocné zahradě zdobnost, se pokoušela prosadit anglická spisovatelka, zahradnice a zahradní architektka Gertrude Jekyllová jako teoretickou vizi v knize Barvy v květinové zahradě. O této vizi píše Určitě by moje ovocná zahrada byla nejen místem krásy, příjemným na pohled a příjemným pro přemýšlení, ale i oáza klidu k odpočinku přerušovaného jen málo a v jeho vlastním zájmu.
V každé zahradě s ovocnými dřevinami je podle její představy třeba udržovat dostatek prostoru k jejich prořezávání, tvarování a úpravě kořenů. Jako součást zahrady navrhuje napůl zahloubený podzemní sklad ovoce. Prostor uprostřed zahrady je podle tohoto plánu vždy trávník. Gertude Jekyllová doporučuje umístit ve středu s morušemi, dvěma cestami příčně, olemovanými oboustranně ovocnými stromy.
Rohové skupiny Gertude Jekyllová navrhuje okraje trávníku osázet jukami, magnóliemi a hortenziemi. Záhony kolem dokola budou podle její představy vhodné pro malé keře a rostliny. Prostory ovocné zahrady vidí jako příliš dlouhé pro běžné květinové záhony a měly by zde tedy být v každém rohu keře magnólií Magnolia stellata, juky, Kniphofia uvaria, odolné fuchsie a pivoňky, pryšce Euphorbia Wulfenii, slézové růže, jiřiny a hortenzie, astry, kosatce a krásná Olearia Gunni a 0. Haastii, strom vlčího bobu stromového, zlatice, weigela, menší keře tavolníků, hebe, tamaryšky, velkokvěté plaménky, keřové druhy zahradních růží, hosty a tak dále. 

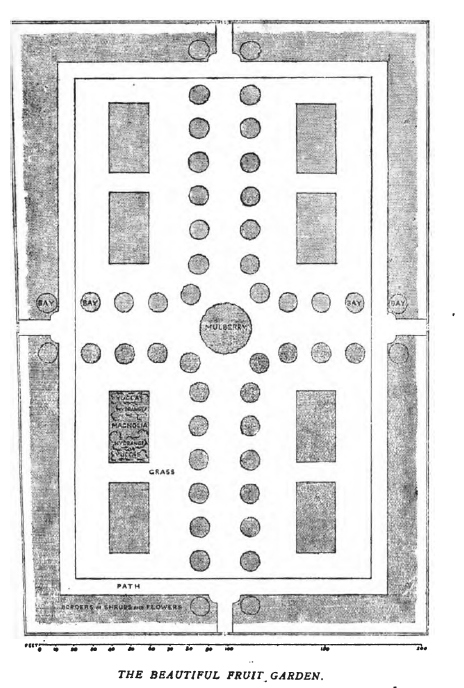
Plánek ovocné zahrady jak si ji představovala Gertrude Jekyllová

„… v červenci, srpnu a září pěkné místo, ve lze kterém putovat a najít sladké ovoce v množství, že je možné jej sbírat a jíst přímo ze stromu. Zde je radost z hledání a pojídání ovoce daleko větší, než pokud je vybráno zahradníkem a předloženo a vystaveno na misce v pokoji domu. Je ten pocit snad ozvěnou vzdálených dnů barbarství, kdy muži lovili pro jídlo a radovali se, když jej nalezli, nebo je to spíš básnická radost mít přímý styk s laskavým darem rostliny viděným a pociťovaným přes všechny smysly? Při vložení ruky mezi listy fíkovníku, vnímáme, že jsou trochu drsné, na horní ploše, a přesto měkké na spodní straně, si uvědomíte jejich příjemnou slabou vůni, uvidíte praskliny na ojíněném plodu a zežloutnutou stopku, což jsou dva náznaky zralosti, někdy už i kapičky medové vlhkosti v oku, a pak pohybujeme plodem samotným, pohyb, který musí být jemný, protože slabá jemná pokožka může být snadno pohmožděna a roztrhána, zároveň pozorujeme mírné šedavé zbarvení květy s přechody k fialové a zelené, a konečně cítíte požitek z nádherné dužniny, s vědomím, že je to jeden z nejzdravějších druhů ovoce. Určitě to všechno stojí péči o zahradu! …A co je krásnější, než rozkvétající stromy v sadu, v dubnu a květnu, s trávou pod silnými, mladými kmeny, v zahradě s petrklíči a narcisy?“ píše v knize Barvy v květinové zahradě. 
Pak, pokud sad prostorem pozvolna sousedí s blízkou květinovou zahradou s ještě nějakým prostorem mezi oběma, je dobré, aby na volný prostor mezi nimi bylo vysázeno  ovoce divočejšího charakteru, široce rozšířené mišpule a kdoule, některé z nejpůvabnějších malých  stromů, jako jeřáby, blumy, myrobalány, pláňata a jejich  příbuzní, pro plody ke sklizni ptákům a také pro pohled botaniků. Krásné dřeviny s květy jako má jasan horský, divoké třešně, trnky a ve velkoplodé hlohy, ptáčnice, jeřáb muk, cesmíny a muchovník. Toto vše by mohlo být vzájemně seskupeno s velkými keři volně rostoucích růží a divokými druhy plaménků a zimolezů. A právě skrze ně by měla vést stinná cesta zastřešená větvemi lísek (Corylus avelana),nebo lískových ořechů druhu Corylus maxima, dávajícími bohatou podzimní sklizeň.